# Erythrodiplax connata
Erythrodiplax connata ist eine Libellenart der Gattung Erythrodiplax aus der Unterfamilie Sympetrinae. Nördlich erstreckt sich das Verbreitungsgebiet über Arizona, Texas, Kuba, Jamaika und Puerto Rico. Im Süden endet es im südlichen Teil Argentinien.

## Merkmale

### Bau der Imago
Das Tier erreicht eine Länge von 28 bis 30 Millimetern, wobei 19 bis 23 Millimeter davon auf das Abdomen entfallen.
Braun ist die vorherrschende Farbe des Tieres. Das Gesicht ist hellbraun, das Labrum hingegen schwarz.
Die Oberseite des Kopfes ist dunkler. Mit dem Alter ändert sie ihre Farbe allerdings in ein glänzendes metallisches schwarz. Bei genauerer Betrachtung schimmert es zudem violett.
Der Thorax ist ebenso wie die ihn besetzenden Härchen hellbraun. Bei Weibchen und jungen Männchen ist das Abdomen gelbbraun. Wie in der Gattung Erythrodiplax üblich, färbt sich das Abdomen der Männchen im Laufe des Lebens um. Bei E. connata wird es bis auf das zehnte Segment schwarz und hat dann einen bläulichen Überzug.

## Ähnliche Arten
Ähnlichkeit besteht zum Beispiel zu zwei Vertretern der eigenen Gattung, nämlich der Erythrodiplax fusca und der Erythrodiplax minuscula. E. fusca unterscheidet sich insbesondere durch ihren leuchtenden roten Farbton. Von der zweiten Art kann sie durch den größeren basalen Schatten unterschieden werden. Zum Verwechseln ähnlich ist sie auch mit Erythrodiplax basifusca, die bis ins Jahr 2000 für Erythrodiplax connata gehalten wurde.